# Janice Lawrence Braxton
Janice Faye Lawrence Braxton, née le 7 juin 1962 à Lucedale, dans l'État du Mississippi, est une joueuse et entraîneuse américaine de basket-ball. Elle évoluait au poste d'ailière.

## Palmarès
- Championne olympique 1984
- Finaliste du championnat du monde 1983
- Vainqueur des Jeux panaméricains de 1983
- Championne NCAA 1981 et 1982
- Championne d'Italie 1985, 1986, 1987, 1988
- MOP 1982
- Intronisée au Women's Basketball Hall of Fame en 2006